# Marroneta de l'om
La marroneta de l'om (Satyrium w-album) és una espècie de lepidòpter papilionoïdeu de la família dels licènids (Lycaenidae).

## Distribució
Centre i est d'Europa, Turquia, Urals, Kazakhstan i Japó. A la península Ibèrica es troba en poblacions al nord.

## Hàbitat
Boscos madurs amb clars assolellats. L'eruga s'alimenta d'om, preferentment d'Ulmus glabra.

## Període de vol
Una generació a l'any. Els adults volen entre mitjans de juny i agost, depenent de la localitat. Hibernació com a ou.

## Espècies ibèriques similars
- Marroneta de l'aranyoner (Satyrium acaciae)
- Marroneta de l'alzina (Satyrium esculi)
- Marroneta del roure (Satyrium ilicis)
- Marroneta de l'aranyoner aranesa (Satyrium pruni)
- Marroneta de la taca blava (Satyrium spini)